# 빕케 데네케
빕케 데네케(Wiebke Denecke)는 문학 연구자, 저술가이며, 매사추세츠 공과대학(MIT)에서 동아시아 문학 교수이자 S. C. 팡 중국 언어 및 문화 석좌교수로 재직 중이다.
데네케의 연구는 중국, 일본, 한국 및 그리스-로마 세계의 고전 문학과 철학 전통에 중점을 두고 있으며, 고대 사상 전통, 철학, 설득, 수사학, 시, 시학, 궁정 문화, 전근대 세계의 비교 연구, 세계 문학 연구를 포괄한다. 저서로는 『The Dynamics of Masters Literature: Early Chinese Thought from Confucius to Han Feizi(제자백가 문학의 역동성: 공자에서 한비자까지 고대 중국의 사상)』과 『Classical World Literatures: Sino-Japanese and Greco-Roman Comparisons(고전 세계 문학: 중-일 및 그리스-로마 비교)』가 있다. 쉬메이 아그네스 쉬탕(Hsin-Mei Agnes Hsu-Tang)과 오스카 L. 탕(Oscar L. Tang)의 기부금으로 옥스퍼드 대학교 출판부와 함께 “The Hsu-Tang Library of Classical Chinese Literature“(徐唐文苑: 쉬-탕 중국 고전 문학 문고)을 창립했으며, 초대 편집장을 맡고 있다. 또한, 『The Norton Anthology of World Literature(노턴 세계 문학 선집)』과 『The Norton Anthology of Western Literature(노턴 서양 문학 선집)』의 편집자로 활동 중이며, 사토루 하시모토(Satoru Hashimoto), 장롱시(Zhang Longxi)와 함께 동아시아 비교 문학 및 문화 총서(East Asian Comparative Literature and Culture)를 공동 편집하고 있다.
연구 전반에 걸쳐 데네케는 다중 언어 및 교차 문화적 맥락에서 문학 전통을 분석하여 동아시아 전통을 현대적 맥락에서 재해석해 왔다.

## 교육 및 초기 경력
대학 입학 전, 데네케는 괴팅겐의 막스 플랑크 김나지움(Max-Planck-Gymnasium)에서 라틴어와 그리스어를 공부했고, 파리에서 프랑스 바칼로레아를 취득했다. 모국인 독일뿐만 아니라 노르웨이, 다롄, 타이베이, 도쿄,  서울, 보스턴에서 중국학, 일본학, 한국학, 철학, 과학사를 공부했다. 괴팅겐의 게오르크 아우구스트 대학교(Georg August University)에서 학업을 시작하여 1994년에 중국학, 철학, 의학사 학사 학위를 받고, 동시에 의사 면허 시험에 합격했다. 1991년부터 1996년까지 의과대학에서 의사 교육을 받는 동시에 중국학, 철학, 의학사, 일본학 석사 학위를 취득했다. 1998년 게오르크 아우구스트 대학교에서 석사 학위를 받고, 2004년 하버드 대학교에서 동아시아 언어 및 문명학과에서 박사 학위를 받았다. 데네케는 독일 학술 장학 재단의 펠로우로서 학부 및 박사 과정 동안 장학금을 수혜받았다.

## 경력
학위을 마친 후, 데네케는 컬럼비아 대학교 인문학 연구 펠로우십 협회(the Society of Fellows in the Humanities)의 멜론 펠로우(Mellon Fellow)가 되었다. 이후 2006년부터 2010년까지 바너드 칼리지/컬럼비아 대학교에서 중국 및 일본 문학 조교수로 재직했다. 이후 2010년부터 2019년까지 보스턴 대학교에서 중국, 일본, 비교 문학 조교수 및 부교수로 재직하고, 같은 대학에서 교수로 승진했다. 이 기간 동안 서양 고전학과와 협업하여 수닐 샤르마와 함께 BU 전근대 세계 비교 연구 이니셔티브를 설립했다. 2021년부터 MIT SHASS(인문, 예술, 사회과학 대학)에서 동아시아 문학 교수로 재직 중이며, 2023년부터 S. C. 팡 중국 언어 및 문화 석좌교수로 있다.
데네케는 세계문학연구소(Institute for World Literature)의 자문위원, 2013년부터 2016년까지 국제비교문학협회(International Comparative Literature Association) 집행위원회 위원으로 활동했다. 2019년부터는 유럽과학재단(European Science Foundation) 전문가 심사위원단(College of Expert Reviewers)에서 전문가로, 베를린의 우수 연구 클러스터인 "시간적 공동체: 글로벌 관점에서 문학하기"(Temporal Communities: Doing Literature in a Global Perspective)의 국제 자문위원회 위원으로도 활동 중이다. 또한, MIT에서 비교 글로벌 인문학 이니셔티브(Comparative Global Humanities Initiative)를 이끌고 있다.

## 저서
데네케는 『The Dynamics of Masters Literature』를 저술하여 서구에서 흔히 “중국 철학(Chinese philosophy)”으로 알려진 고대 중국의 “제자백가 문학”을 탐구했다. 이 저술에서 데네케는 이러한 텍스트를 중국 고유의 분류 방식인 제자백가 문학으로 받아들인다면 중국 사상과 서양 철학 모두에 대한 새로운 이해를 제공할 수 있음을 논증하였다. 유럽 연구소(Europa Institut)의 랄프 베버(Ralph Weber)는 이 책에 찬사를 보내며, "데네케의 면밀한 분석은 종종 경쟁에서 벗어난 개인적 메모의 성격을 지닌다"고 논평하며, 이러한 개인적인 메모 뒤에는 학문적 경계를 재구성하고 분류 체계를 혁신하려는 숨은 목적이 있다고 평가했다. 데네케는 두 번째 저서 『Classical World Literatures』는 헤이안 시대 일본과 고대 로마의 작가들이 어떻게 중국과 그리스의 기존 작품을 통해, 또는 그것에 대항하여 자신들의 문학적 전통을 발전시켰는지를 비교했다. 알렉산더 비크로프트(Alexander Beecroft)는 『Journal of Asian Studies』에 실린 리뷰에서 “빕케 데네케의 최근 저서 『Classical World Literatures』에 대한 모든 리뷰는 이 책이 교차문화 연구에 기여한 독창적이고 획기적인 공헌에 찬사를 보내는 것으로 시작해야 한다”고 극찬했다.
데네케는 『The Oxford Handbook of Classical Chinese Literature(옥스포드 중국 고전문학 핸드북)』과 동아시아 한자한문문화권의 전통적 ‘문(文)’의 개념을 바탕으로 일본 문학사를 재서술한 『일본’문’학사(日本「文」学史: A New History of Japanese "Letterature")』(1-3)를 공동 편집했다. 이중 제3권은 한국, 중국, 일본의 학자들이 공동 저자로 참여하여 한중일 문학사를 주제별 비교문학의 관점에서 서술하였다. 또한 주요 문학 주제에 대한 여러 학자들의 에세이를 수록한 『A Companion to World Literature』의 편집자로 활동했다. 2008년부터 문학 작품을 선별하여 수록한 『Norton Anthology of World Literature』 편집자로 참여해 왔다. 이 선집은 2024년에는 전자책으로 출간되었으며, 편집자들이 제공하는 시청각 자료가 함께 제공된다.
데네케는 동아시아 한자 문화권의 3천 년에 걸친 고전 문학을 학술적이면서도 쉽게 읽히는 현대어 번역으로 현대의 독자들에게 소개하는 “The Hsu-Tang Library of Classical Chinese Literature“(徐唐文苑: 쉬-탕 중국 고전 문학 문고)의 초대 편집장을 맡고 있다.

## 연구
데네케는 2006년에 발표한 논문 "Disciplines in Translation: From Chinese Philosophy to Chinese What?(번역된 학문: 중국 철학에서 중국의 무엇으로?)”과 그 후속 저서 『The Dynamics of Masters Literature』에서 공자, 맹자, 노자와 같은 고대 중국의 제자백가 관련 텍스트에 서구적 개념인 "철학(philosophy)"이라는 용어를 적용하는 것을 경계하고, 이러한 텍스트를 중국의 전통적 분류 체계에 의거하여 이들을 "Masters Literature" 또는 “Masters Texts"라는 용어로 명명할 것을 제안했다.
데네케는 일본의 이중 문자 사용(biliteracy), 즉 고전 일본어와 동아시아 한자한문문화권의 공용 문자인 한문으로 이루어진 문학 생산에 대한 연구로 저명하다. 다수의 연구에서 일본의 독특한 중국 문화 수용 방식을 강조하며 상고시기 일본 시인과 선집 편찬자들이 어떻게 중국 문학 전통을 활용하여 자신들만의 독특한 문학적 정체성을 확립했는지를 밝히는 데 초점을 맞추었다. 또한 문학 비평가들이 텍스트 간의 영향 관계를 설명하기 위해 사용해 온 상호텍스트성(intertextuality)이라는 개념이 지나치게 문자적 이해라는 점을 비판하며, 전근대 중국과 일본의 시의 상관 관계를 연구하는 도구로서 "상호주제성(intertopicality)"이라는 개념을 창안했다. 이를 통해 설정된 주제가 특정 텍스트의 구체적 인용보다 더 중요했으며 10세기 일본의 "주제 시"가 주제 구절의 창조적인 변용에서부터 어떻게 진화해 나왔는지 논증하였다.
에세이「 Worlds without Translation: Premodern East Asia and the Power of Character Scripts(번역 없는 세계들: 전근대 동아시아와 문자 권력)」에서는 고전학자 에릭 A. 해블록이 제안한 알파벳 문자 우월주의(alphabetic triumphalism)에 반대하여, 한자가 알파벳 문자가 가지지 않은 뚜렷한 이점을 지니고 있다고 주장했다. 또한, 번역학에서 문자에 대해 심층적인 연구를 한다면 상고시기 일본 문학과 라틴 문학과 같은 다양한 문학 전통의 발전에서 중요한 차이를 밝혀낼 수 있을 것이라고 제안하였다.『The Oxford Handbook of Classical Chinese Literature』에 수록된 「Shared Literary Heritage in the East Asian Sinographic Sphere(동아시아 한자문화권의 공유 문학유산)」 챕터에서는 서적의 유통, 선집 편찬, 장르 위계, 구어체 문자, 여성 문학과 같은 소통 채널, 문화 수용 전략, 문학 문화의 토대 등의 관점을 통해 중국, 한국, 일본, 베트남 간의 독특한 문학적·문화적 상호작용을 탐구했다.
2021년부터 데네케는 MIT 비교 글로벌 인문학 이니셔티브 (Comparative Global Humanities Initiative)를 이끌고 있다. 2024년 봄, 이 이니셔티브의 연구 성과를 선언문 형식의 「Shared Pasts for Shared Futures: Prototyping a Comparative Global Humanities(공유된 미래를 위한 공유된 과거: 비교 글로벌 인문학의 프로토타입 구축)」이라는 제목으로 『History of Humanities』 저널의 특별호로 출간하였다.

## 서지

### 책들
- The Dynamics of Masters Literature: Early Chinese Thought from Confucius to Han Feizi (2011) ISBN 978-0674056091
- Classical World Literatures: Sino-Japanese and Greco-Roman Comparisons (2013) ISBN 978-0199971848
- The Norton Anthology of Western Literature (2014) ISBN 978-0393933642
- The Oxford Handbook of Classical Chinese Literature 1000 BCE-900CE (2017) ISBN 978-0190053185
- A Companion to World Literature (2020) ISBN 978-1118993187
- The Norton Anthology of World Literature 3rd, 4th, 5th editions (2012, 2018, 2023) ISBN 978-0393893090
- 日本「文」学史 [A New History of Japanese Letterature], edited with Kōno Kimiko, Shinkawa Tokio, and Jinno Hidenori (in Japanese). 3 vols. Bensei shuppan (2015-2019)
  - Volume One: 「文」の環境——「文学」以前 [The World of Letters: The Age Before Literature] (in Japanese) (530 pp.)
  - Volume Two:「文」と人びと――継承と断絶 [Letterature and Its People: Continuities and Ruptures] (in Japanese) (560 pp.)
- Volume Three: 「文」から「文学」へ――東アジアの文学を見直す [The Path from Letters to Literature: A Comparative History of East Asian Literatures] (Tokyo: Bensei shuppan) (in Japanese) (607 pp.)
- Shared Pasts for Shared Futures: Prototyping a Comparative Global Humanities. Special Issue co-edited with Alexander Forte and Tristan Brown. History of Humanities 9.1 (2024)

### 선택된 기사들
- Denecke, W. (2004). Chinese Antiquity and Court Spectacle in Early" Kanshi". The Journal of Japanese Studies, 97–122.
- Denecke, W. (2007). " Topic poetry is all ours": Poetic composition on Chinese lines in early Heian Japan. Harvard Journal of Asiatic Studies, 1-49.
- Denecke, W. (2014). Worlds without translation: Premodern East Asia and the power of character scripts. A Companion to Translation Studies, 204–216.
- Denecke, W., & Nguyen, N. (2017). Shared Literary Heritage in the East Asian Sinographic Sphere. Classical Chinese Literature (1000 bce–900 ce), 510.
- Denecke, W. (2021). Comparative global humanities now. Journal of World Literature, 6(4), 479–508.

## 참고문헌
1. ↑  “Prof Wiebke Denecke selected as the S.C. Fang Professor in Chinese Language and Culture”.
2. ↑  “Prof Wiebke Denecke delivers this year's George Steiner Lecture: "World Literature, Premodern Comparisons and Global Cultural Memory in Action”.
3. ↑  “CFP: East Asian Comparative Literature and Culture Book Series”.
4. 1 2  “Bringing "cultural diplomacy" to the classics”.
5. ↑  “MIT Open Learning: Measuring the impact of humanities on STEM-focused education with Prof Wiebke Denecke”.
6. ↑  “Series Editors - The Hsu-Tang Library of Classical Chinese Literature”.
7. ↑  “Wiebke Denecke (Boston University): Writing National Literary Histories in Transnational Times: What can We Learn from the First Century of Japanese Literary Historiography”.
8. ↑  “Wiebke Denecke”.
9. ↑  “Notes on Contributors - The University of Chicago Press Journals”.
10. ↑  “Election Procedures”.
11. ↑  “Prof. Dr. Wiebke Denecke”.
12. ↑  “Learning from Pasts, Shaping Futures”.
13. ↑  “Rezension von: DENECKE, Wiebke: The Dynamics of Masters Literature: Early Chinese Thought from Confucius to Han Feizi, Cambridge (Massachusetts) and London: Harvard University Press, 2010”.
14. 1 2  “Classical World Literatures: Sino-Japanese and Greco-Roman Comparisons”.
15. ↑  “MLCL’s Wiebke Denecke publishes the new Norton Anthology of Western Literature”.
16. ↑  “A companion to world literature”.
17. ↑  “Oxford University Press is delighted to celebrate the publication of the Hsu-Tang Library of Classical Chinese Literature”.
18. ↑  “Disciplines in Translation: From Chinese Philosophy to Chinese What?”.
19. ↑  “Topic Poetry Is All Ours: Poetic Composition on Chinese Lines in Early Heian Japan”.
20. ↑  “Worlds Without Translation: Premodern East Asia and the Power of Character Scripts”.
21. ↑  “Shared Literary Heritage in the East Asian Sinographic Sphere”.
22. ↑  “History of Humanities publishes a manifesto-style volume of the Comparative Global Humanities initiative at MIT, coedited by Wiebke Denecke, Alexander Forte, and Tristan Brown”.
23. ↑  “History of Humanities”.